# Armada dos Gascões

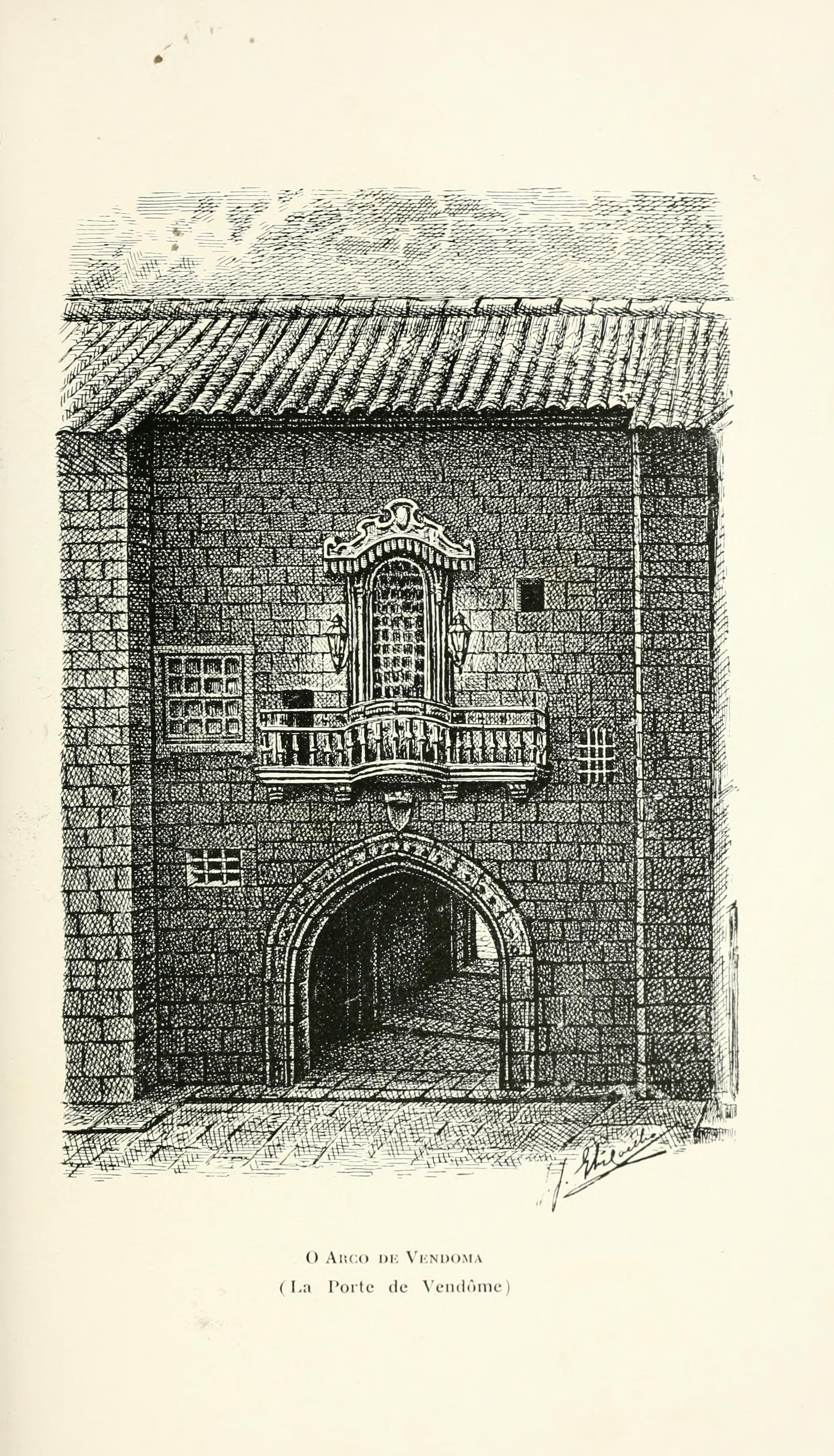
A Porta de Vendoma foi erguida pelos vitoriosos e nomeada em homenagem à cidade francesa de onde veio entre outros D. Nonego, bispo de Vendôme

O episódio da Armada dos Gascões faz parte da história medieval do Porto e de Portugal e ocorreu por volta do ano 990.
Em memória dessa ocorrência existe a imagem medieval da Nossa Senhora de Vandoma, na Sé do Porto.

## Enredo

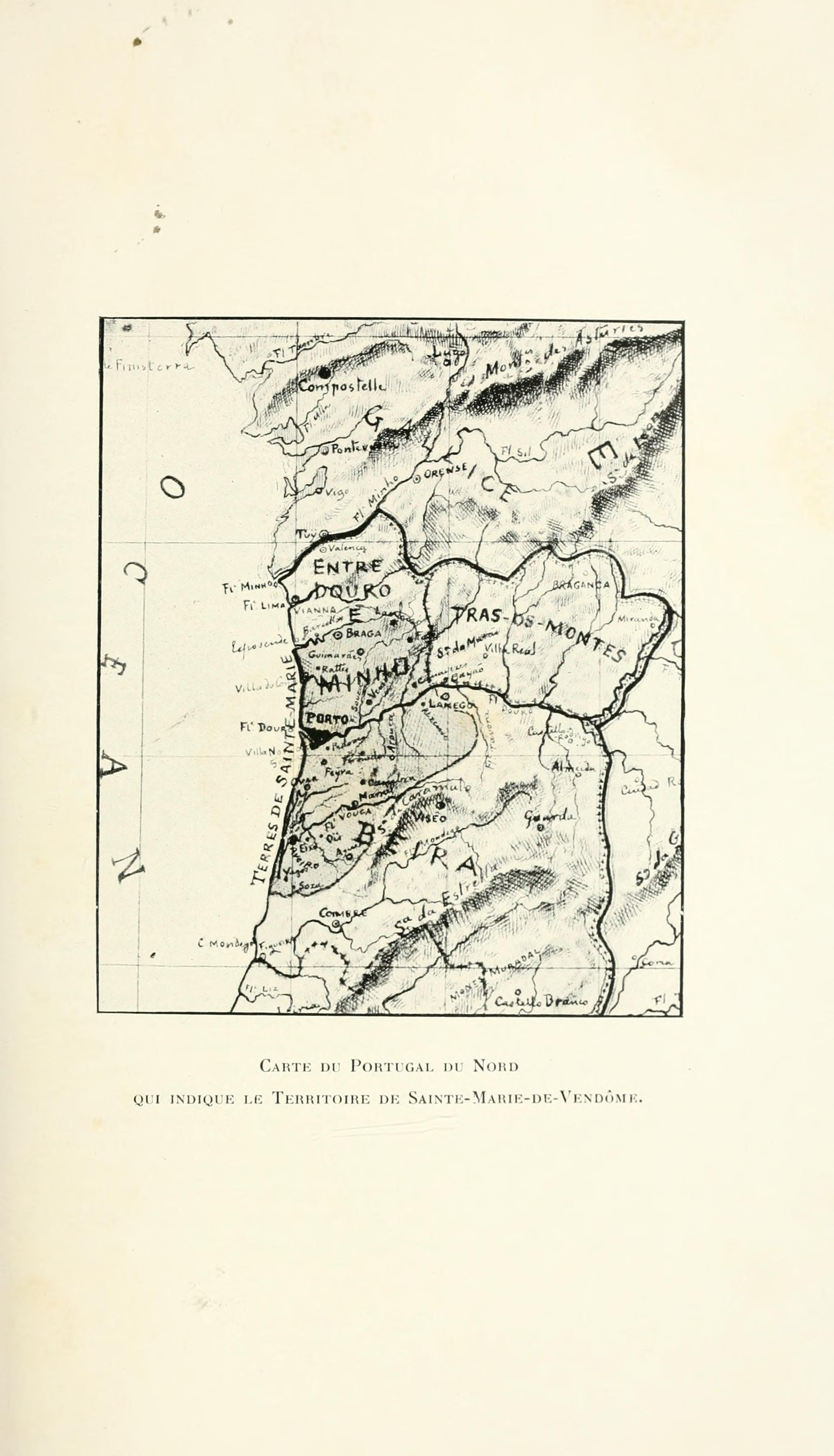
Mapa de Portugal do Norte que indica o território de Santa Maria de Vendôme/Vandoma, conquistado por D. Munio Viegas e a armada dos gascões

O relato refere ao intervalo entre 980 - 1000 AD quando a cidade do Porto estaria em ruínas devido à presença de sarracenos. Uma versão da narrativa tradicional está presente em GAMA 1863:

(…) O califa fugiu. Mas em 921 a vitória abandonou as armas de Ordonho, que foi vencido pelos sarracenos na batalha do Vale de Junqueira, combatendo ao lado e a favor de D. Garcia Sanches Ariga, rei da Navarra. O califa aproveitou a ocasião de vingar-se da derrota de Rio Tinto e da afronta que tinha sofrido junto das muralhas do Porto. Invadiu Portugal, e veio acampar junto da praça, contra que nutria tão profundo rancor. Desta vez, porém, a resistência foi inútil; depois d'uns poucos de combates e d'uns poucos de meses de cerco, a cidade foi levada de assalto. Abderramão vingou-se cruelmente; as muralhas foram arrasadas, o burgo incendiado e os habitantes passados à espada. O Porto ficou um deserto.
Ordonho vingou no ano seguinte, em 922, esta afronta; mas todas as batalhas que venceu, a ponto de chegar vitorioso até das muralhas de Córdova, de nada serviram à terra sacrificada às suas contendas com Abderramão III. A cidade continuou a ser o montão de ruínas, a que no ano anterior a tinha reduzido o califa.

Setenta e dois anos mais tarde, as ruínas do Porto serviam de asilo e de reparo a uns poucos de homens esforçados, cujos senhorios tinham sido invadidos pelos moiros. Esses homens eram D. Munio Viegas, rico-homem de Riba-Douro e poderoso senhor na comarca de Entre Douro e Minho, seu irmão D. Sesnando, e seus filhos D. Egas e D. Garcia Moniz. Estes homens ilustres acharam, por fim, ocasião de vingar-se. Quer os gascões aportassem casualmente ao Douro, como dizem uns, quer eles mandassem à Gasconha a convidá-los a vir combater os moiros da Espanha, como dizem outros, e como parece mais provável, o que se afigura certo é que em 988 D. Munio e seus irmãos achavam-se à frente de uma hoste composta dos seus homens de armas e de gascões, suficiente não só para as azarias e fossados, mas, o que é mais, para empreender qualquer empresa de vulto. Dos fidalgos que comandavam os gascões, o único de que se sabe o nome é D. Nónego, bispo de Vandoma, e que depois o foi do Porto, ignorância que parece favorecer a opinião daqueles que dizem que os gascões não vieram casualmente, ao correr d'uma empresa aventureira, de outra sorte trariam como era costume chefes distinctos, cujos nomes não esqueceriam; mas foram trazidos da Gasconha pelo próprio D. Munio, que lá os foi buscar, e que, auxiliado por D. Nónego, que como bispo tinha à sua disposição toda a influência da Igreja, pôde reclutar número suficiente para a empresa que meditava. Seja, porém, como for, o que é certo é que D. Munio e os gascões apoderaram-se do Porto, depois d'uma vitória sobre os sarracenos, ganha, segundo dizem, onde hoje é a praça da Batalha, e comemorada pela capelinha que ainda lá existe.
Depois d'esta batalha, D. Munio e os franceses trataram de reedificar o Porto. Ergueram as antigas e fortes muralhas, e na parte mais elevada da cidade fundaram um alcacer acastellado e bem afortalecido que, depois do conde Henrique, serviu de habitação dos bispos, aos quais foi doado. A torre e a porta principal foram obra de D. Nónego, que, em memória da pátria, a nomeou porta de Vandoma, e que na frontaria da torre fez erguer o santuário, onde meteu a imagem de Nossa Senhora, que ou já trouxera consigo de França, ou mandou cinzelar cá, em gratidão das vitórias que atribuia à sua eficácia e protecção. Manoel de Faria e Sousa diz que era una imagen de Nuestra Señora, de escultura mas abultada que polida, y no tan poco pulida que se haga estimable por la arte como se hace decorar por la magestad (y aun sin ella) que estd representando. Tiene embrazado el niño. *

— Isto é o que diz a tradição acerca do arco de Vandoma (nas Muralhas do Porto — continuou Gongalo Antunes — e este em 1757 o estado das localidades do Porto, por onde tem de fazer atravessar a revolução, que é assunto principal de seu romance. (…)

D. Munio Viegas e seus filhos, fora de perigo, reuniram as forças disponíveis com as dos descendentes de D. Arnaldo de Baião e as dos senhores de Eixo, Oil e Marnel. Tomando vantagem da guerra civil após a morte de Almançor, resolveram atacar as áreas sarracenas principais a norte e a sul do Douro, entre as quais incluíam-se aquelas de Entre-Douro-e-Vouga.
O território foi nomeado de Terras de Santa Maria em homenagem a Santa Maria de Vendôme/Vandoma.
Conforme SAMPAIO 1907,

Eram os chefes d'esta armada D. Munio Viegas, D. Sesnando, seu irmão, que depois foi bispo d'esta cidade, e Nónego, que, para acompanhar esta empreza, tinha renunciado o seu bispado de Vandoma na França.

Estes fidalgos, que traziam na sua companhia muitos e distinctos officiaes, apenas desembarcaram na parte septentrional do rio Douro, dirigiram a sua marcha ao mesmo logar em que existia a cidade arruinada. Elles a reedificaram muito mais ampla e forte, cingindo-a de soberbos e elevados muros, que n'aquelle tempo eram inaccessiveis ao soldado mais intrepido. Deixaram n'ella uma escoIhida guarnição, e logo partiram, a expulsar do resto da provincia os barbaros que a dominavam ; e, pela fé a que recorriam, as terras que submettiam ao seu dominio as intitulavam Terras de Santa Maria.

O nosso famoso fr. Bernardo de Brito especifica que, edificada a fortaleza e retomada a povoação e egreja antiga, ordenado bispo do Porto dom Sesnando, em companhia do irmão, D. Munio, e dos mais cavalleiros, foi conquistando as terras de uma e outra parte do rio Douro, ate os concelhos de Rezende e Bemviver, repartindo as terras entre os fidalgos e cavalleiros que lh'as ajudaram a conquistar, a quem assignavam logares e honras em que vivessem.